# Матурин
Матурѝн (на испански: Maturín) е град и столица на щата Монагас във Венецуела. Матурин е с население от 447 283 жители (по данни от 2011 г.). Намира се на 67 метра надморска височина. Кметът на Матурин е Нума Рохос с мандат от 2004 до 2008 година. Разположен е на 520 км от столицата Каракас.